# Polifonie
Polifonia este modalitatea de creație muzicală pe mai multe voci (muzicale), fiecare reprezentând o linie melodică proprie, care realizează împreună o muzică expresivă, bine conturată.

## Apariția și dezvoltarea polifoniei în muzica cultă
După o perioadă îndelungată de monodie (cântatul pe o singură voce), începuturile polifoniei (cântatul pe mai multe voci), în secolele IX-XI, reprezintă un triumf al lumii sonore, cu noi posibilități de expresie, incomparabile. O primă formă este “organum”: cântatul pe două voci – diafonie, vocea de bază fiind numită “cantus firmus”, iar cea suprapusă este cea “organală”. Această voce, cu timpul, devine tot mai independentă și tot mai ornamentală și poartă numele de „discant“.
Începând cu secolul al XII-lea se adaugă o a doua și o a treia voce de discant, fapt care accentuează dinamica mișcării vocilor și impune conturarea a două procedee de creație polifonică: imitația și contrapunctul.
Polifonia combină voci de diferite intonații și cu ritm diferit, cu accente, culminări și cadențe care nu coincid și care sunt dezmembrate în motive de diferite dimensiuni, deosebindu-se prin dinamică și timbru, dar supuse unor reguli precise de sonoritate simultană, proprii fiecărui stil.
Diferitele forme ale polifoniei sunt:
- Contrapunctul. Polifonia cuprinde concomitent mai multe imagini sau mai multe aspecte ale unei singure imagini. Ea își are originea în creația populară și a căpătat o dezvoltare largă și variată în muzica cultă.
- Polifonia inventivă, bazată pe imitație. Imitația este procedeul prin care un motiv sau o frază ritmico-melodică de la o voce (proposta) se repetă la o altă voce (riposta).
- Polifonia prin divizarea unei singuri voci. Polifonia prin divizarea unei singure voci, specie a polifoniei, reprezintă cântatul pe mai multe voci, care apare în urma divizării unei melodii executate de mai mulți cântăreți într-o serie de variante simultane, mai mult sau mai puțin de sine stătătoare. Una din variante constituie linia principală conducătoare, iar celalalte sunt liniile secundare, acompaniatoare. Bogăția cântecului polifonic, bazat pe diviziunea unei singure voci, este o trăsătura caracteristică a muzicii corale a popoarelor: rus, ucrainean, belorus,etc.

Imitația și contrapunctul, două tehnici de compoziție, pot coexista. Ele se îmbină în creații polifonice din ce în ce mai elaborate, astfel că perioada sec. XIV- XVII este cunoscută în muzică drept ”Epoca de aur” a polifoniei vocale sau a contrapunctului sever (se evidențiază prin caracter bine determinat al normelor intonaționale și ritmice).
În paralel cu polifonismul vocal, în planul muzicii instrumentale, are loc o evoluție în ceea ce privește perfecționarea instrumentelor și a formațiilor orchestrale, astfel se creează premisele apariției unui nou stil, acela al contrapunctului liber, întrucât rigoarea contrapunctului sever nu mai corespunde enormelor posibilități de exprimare muzicală. Spre sfârșitul secolului al XVII-lea, un loc tot mai mare în creațiile compozitorilor îl ocupă muzica instrumentală.